# Franz Hackethal
Franz Hackethal (* 18. Dezember 1891 in Duderstadt im Eichsfeld; † 11. Oktober 1966 in Münster) war von 1945 bis 1956 erster Regierungspräsident in Münster nach dem Zweiten Weltkrieg.

## Leben und Werk
Franz Hackethal war vor dem Zweiten Weltkrieg Bürgermeister in Dingelstädt (1925–1930), Borghorst (1930–1934) und Ahlen (1934–1937). Ende 1937 wurde er durch die Nationalsozialisten als Gegner des Regimes in den Ruhestand versetzt.
Nach Ende des Krieges setzte die britische Militärregierung ihn zunächst am 17. April 1945 als Landrat des Kreises Soest und am 15. Mai 1945 als Landrat des Kreises Beckum ein. Am 21. Juni 1945 wurde er dann zum – zunächst kommissarischen – Regierungspräsidenten in Münster ernannt. Dieses Amt übte er bis zu seiner Pensionierung am 31. Dezember 1956 aus.

## Ehrungen
- 1953: Ehrenbürger der Stadt Ahlen (Westf.)
- 1956: Ehrenbürger der Stadt Borghorst
- 1957: Großes Bundesverdienstkreuz

## Quelle
Rheker, Jürgen: Die Galerie der Bürgermeister im Rathaus Ahlen : 1809–1996. Stadt Ahlen (Westf.), Ahlen 1999, ISBN 3-9806862-0-5.
| Personendaten    | Personendaten                                   |
| ---------------- | ----------------------------------------------- |
| NAME             | Hackethal, Franz                                |
| KURZBESCHREIBUNG | deutscher Bürgermeister und Regierungspräsident |
| GEBURTSDATUM     | 18. Dezember 1891                               |
| GEBURTSORT       | Duderstadt, Deutschland                         |
| STERBEDATUM      | 11. Oktober 1966                                |
| STERBEORT        | Münster, Deutschland                            |